# Аргбед
Аргбед (среднеперсидский: hlgwpt; парфянский: hrkpty, Hargbed; этимология неизвестна; в римских источниках: archapetes) были классом военачальников, отвечающих за замки и крепости парфянского и сасанидского государств Персии (Ирана) между II и VII веками нашей эры. Должность стала более важной при Сасанидской империи.
Аргбеды получили своё командование от сасанидского императора (шаханшаха) и несли ответственность за поддержание безопасности своего района операций (обычно торгового поста, военной крепости или города), боролись со вторгшимися кочевыми племенами, такими как арабы-бедуины, белые гунны и тюрки-огузы и сопротивлялись наступлению оседлых врагов, таких как римляне и кушаны.
Сасанидский царь обычно выбирал аргбедов из вузурганов, иранских знатных семей, занимавших самые влиятельные посты в имперской администрации. Это звание, как и большая часть имперской администрации, было в основном родовым и передавалось из поколения в поколение в одной семье. Во многих отношениях аргбеды имели те же функции и статус, что и средневековые кастеляны.